# Alento
Die Alento ist ein Fluss in Südwestitalien.
In der Antike hieß der Fluss Hales.

## Geografie
Der Alento entspringt in der Nähe des Monte Le Corne bei Gorga, einen Ortsteil von Stio im Süden Italiens. Stio liegt in der Provinz von Salerno. Nach wenigen Kilometern durchfließt er den Alento-Stausee. Dann fließt er in südlicher Richtung zwischen den Ausläufern des Zentralmassivs des Cilento auf Linken sowie des Monte Stella auf der rechten Seite durch ein Tal und fließt zwischen Marina di Casalvelino und Elea in das Tyrrhenische Meer.

## Hydrologie
Das Wasser des Alento kommt hauptsächlich aus dem zentralen Cilento. Die durchschnittliche Wassermenge in diesem Fluss beträgt etwa 4,35 m³ pro Sekunde.

## Weblinks

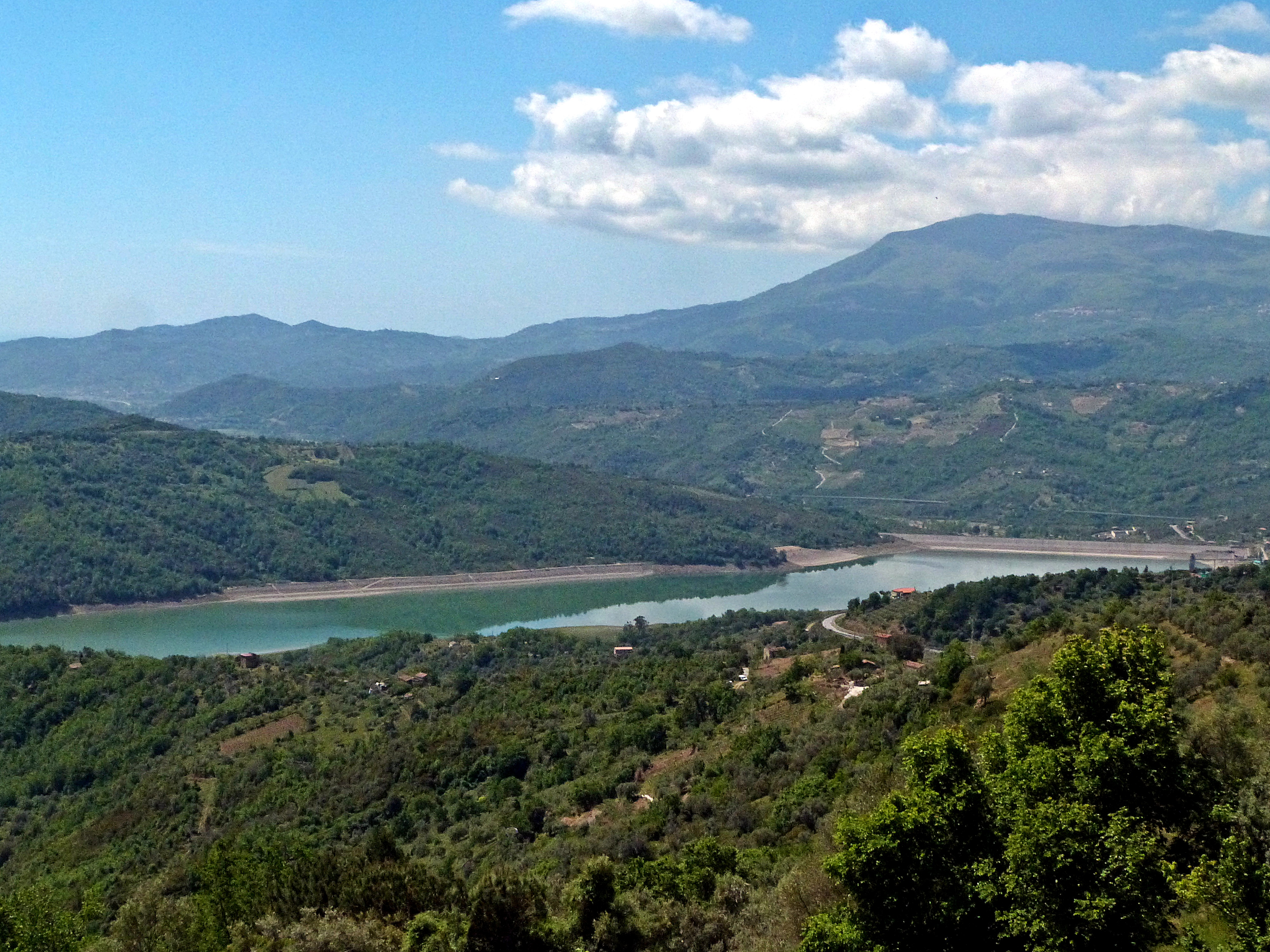
Alento-Stausee